# Bewusteloosheid
Bewusteloosheid is een toestand waarin men het bewustzijn over de omgeving verliest. In tegenstelling tot de natuurlijke slaap kan men daarbij niet door aanspreken, knijpen, of andere zintuiglijke prikkels worden gewekt. Algehele anesthesie is ook een vorm van bewusteloosheid.
De oorzaken van bewusteloosheid staan bijna altijd in verband met mechanisch geweld (klap op het hoofd, verkeersongeluk) of met metabole oorzaken, zoals het tekortschieten van de bloedvoorziening van de hersenen of van de inwerking van giftige stoffen daarop. 
Een kortdurende, onschuldige bewusteloosheid is het flauwvallen dat vooral voorkomt bij personen met neiging tot lage bloeddruk, door hitte, benauwdheid of andere situaties die resulteren in een tijdelijk tekortschieten van de bloedtoevoer naar de hersenen, waarbij het vaatstelsel zich niet snel genoeg aanpast en er zich te veel bloed in buik en benen ophoopt.
Minder onschuldig is diepe bewusteloosheid ofwel coma.
Andere oorzaken: hersenschudding, hersenkneuzing, hersenbloeding, sterke verhoging van de druk in de schedelholte, epileptische toevallen, allerlei vergiftigingen, bijvoorbeeld door koolmonoxide, alcohol, morfine of een grote dosis slaapmiddelen.